# Symphonie no 12 de Milhaud
« La Rurale »
Pour les articles homonymes, voir Symphonie no 12.
La Symphonie no 12, op. 390 sous-titrée « La Rurale » est une œuvre pour orchestre du compositeur français Darius Milhaud. Elle a été composée en 1961. Elle est dédiée à la Salle de concert de l'Université de Californie à Davis, salle qui historiquement était consacrée aux études d'agronomie. La création de la symphonie a été faite à Davis (Californie) le 16 février 1962.

## Structure
La douzième symphonie de Milhaud comporte quatre mouvements. Les titres des mouvements sont les suivants :
1. Pastoral (env. 3 min 45 s)
2. Vif et gai (env. 3 min 13 s)
3. Paisible (env. 3 min 45 s)
4. Lumineux (env. 5 min)

La durée d'exécution est d'environ 16 minutes.
Cette symphonie est publiée par Heugel & Cie.

## Enregistrements
- 1995 Orchestre symphonique de Bâle, chef : Alun Francis (CPO), faisant partie du coffret des Symphonies No. 1-12 de Milhaud chez CP